# Anders Olsson
Anders Olsson (Hudingge, 19 de juny de 1949) és un escriptor, professor de literatura a la Universitat d'Estocolm i crític literari suec. Forma part de l'Acadèmia Sueca, de la qual és secretari permanent des de 2018.
Olsson ha escrit prop de 15 llibres sobre poesia i història de la literatura; juntament amb el seu amic i col·lega Horace Engdahl, va ser un introductor clau del treball de Jacques Derrida i altres pensadors postestructuralistes en la investigació i la crítica literària sueques. La seva tesi doctoral se centra en el poeta i assagista suec Gunnar Ekelöf, es va publicar el 1983 i va obtenir opinions sobretot favorables. Va ser nomenat professor de literatura a la Universitat d'Estocolm el 2004 i els seus interessos de recerca inclouen el desenvolupament de la literatura moderna.
Olsson era membre de l'equip editorial de la revista Kris.
Al febrer de 2008, Olson va ser escollit membre de l'Acadèmia Sueca, per votació secreta per sobre del poeta i escriptor Lars Forssell que va morir el 2007, i formalment va assumir el lloc número 4 de l'Acadèmia de 18 membres el 20 de desembre de 2008. Entre 2018 i 2019 fou Secretari Permanent de l'Acadèmia Sueca.